# Брайан Кинни
Брайан Кинни (англ. Brian Kinney) — персонаж американского телесериала компании «Showtime» «Близкие друзья», рассказывающего о группе друзей-геев, живущих в городе Питтсбург, штат Пенсильвания на улице Либерти-Авеню. На протяжении пяти лет показа шоу роль исполнял американский актёр Гейл Харольд. Персонаж был создан на основе образа Стюарта Алана Джонса из оригинального британского сериала под тем же названием, показанного несколькими годами ранее.

## Внешность и карьера
Брайан — высокий, стройный брюнет. Он успешный карьерист в области рекламы. Он владелец лофта в Питтсбурге, ведёт роскошную жизнь, полную секса и удовольствий. Практически каждую ночь у него новый любовник (или любовники, иногда несколько одновременно). Все единодушны в том, что Брайан — самый желанный мужчина Либерти-Авеню. Брайану нравится его внешность, он доволен собой и жизнью, никогда не вступал в серьёзные отношения — он не верит в гей-браки и любовь.
В противоположность ему, в сериале показана жизнь его друзей — Майкла, Эмметта и Тэда, которые после многих неудач продолжают поиски любимого. Чтобы помочь своей подруге, лесбиянке Линдси, которая живёт вместе со спутницей жизни, Мэлани, он становится донором спермы, и у пары рождается мальчик, которого они называют Гасом.

## Ранние годы
Брайан Кинни родился в Питссбурге у Джека и Джоан Кинни. Его семья — ирландские католики, мать верующая, проявляющая крайнюю гомофобию, а отец Брайана — алкоголик, поэтому у мальчика были непростые отношения с родителями. Отец иногда даже избивал мальчика в детстве и подростковом возрасте. Об отношении Джека с его дочерью, сестрой Брайана, Клэр, ничего неизвестно.
Учась в школе, Брайан проводил большинство своего времени в доме лучшего друга Майкла Новотны, чья мать Дэбби относилась к мальчику, как к сыну. Первый секс Брайана был в 14 лет с тренером по физкультуре. После школы Брайан получил полную стипендию и поступил в колледж Пенн-Стэйт, где изучал основы рекламного бизнеса. В университете он знакомится с Линдси Питерсон, которая изучала историю искусств и в будущем стала лучшей подругой Брайана.
Майкл и Дэбби узнали о гомосексуальности Брайана ещё в школе, а вот родителям он признался гораздо позже, уже вступив во взрослую жизнь. Брайан не чувствует особой связи и не считает, что есть смысл говорить им о своей личной жизни. Как бы там ни было, Брайан рассказывает всю правду своему отцу перед самой его смертью, а его мать застаёт молодого любовника Брайана, Джастина, в постели вместе с сыном.
Больше всего Брайан боится потерять свою молодость и красоту. Майкл часто убеждает друга, что тот останется сексуальным в любом возрасте. Линдси иногда называет его Питером, имея в виду Питера Пэна, мальчика, который никогда не старел, а Брайн, в свою очередь, называет подругу Уэнди. В одном из эпизодов, бойфренд Эммета, Джордж Шайкл, называет Брайана не иначе, как дитя любви Джеймса Дина и Айн Рэнд.

## Отношения с Джастином
В самой первой серии Брайан встречает 17-летнего гея Джастина Тейлора, который хочет потерять девственность. Брайан открывает мальчику мир секса, не подозревая, что Джастин сразу же влюбился в него. Практически весь первый сезон рассказывает о попытках Джастина завоевать Брайана и заставить мужчину  относиться к себе серьёзно.
В конце пятого сезона Брайан предлагает своему партнеру, Джастину, руку и сердце, но получает отказ. Переосмыслив сказанное Джастином, Брайан начинает понимать, в чём кроется причина отказа и делает правильные выводы. Купив загородный особняк, Брайан привозит туда Джастина и повторяет своё предложение. На этот раз ему удается убедить парня в серьёзности своих намерений и Джастин даёт своё согласие. Но пока подготовка к свадьбе идёт полным ходом, обоим парням приходится понять кое-что. Брайан осознает, что Джастин ради него отказывается от возможности реализовать себя как художник, и не может принять от него такую жертву. Джастин, в свою очередь, считает, что Брайан изменяет себе, своим принципам, ломает себя ради него и тоже не может ему этого позволить. Свадьба не состоялась.
Джастин уезжает в Нью-Йорк, где его ждут выставки, признание и карьера модного молодого талантливого художника, однако обещает любовнику вернуться. А Брайан остается в Питтсбурге, восстанавливает «Вавилон» и продолжает хранить их обручальные кольца.

## Отзывы

### Критика
Критики ЛГБТ-движения назвали персонажа «настоящим гей-героем» (англ. the ultimate gay hero) за его свободомыслие и жизненную философию, не зависящую от мнения других. Другие критики осудили Брайана Кинни за то, что «он создаёт негативный стереотипный образ современного гомосексуального мужчины».

### Влияние на гей-культуру
Благодаря сериалу в моду вошёл так называемый «Браслет Брайана» — простой браслет из толстой нити и ракушек. Один из участников гей-реалити-шоу «Парень встречает парня» (англ. Boy Meets Boy) носил такой в эпизоде.
В ноябре 2007 года Брайан стал самым популярным гей-персонажем на телевидении по мнению сайта «AfterElton».